# Чемпионат Исландии по футболу 1915
Чемпионат Исландии по футболу 1915 года стал четвёртым розыгрышем первенства страны по футболу. Чемпионом стал «Фрам».

## Турнирная таблица
| М | Команда   | И | В | Н | П | Мячи  | ±  | О |
| - | --------- | - | - | - | - | ----- | -- | - |
| 1 | Фрам      | 2 | 2 | 0 | 0 | 7 − 4 | +3 | 4 |
| 2 | Рейкьявик | 2 | 1 | 0 | 1 | 9 − 6 | +3 | 2 |
| 3 | Валюр     | 2 | 0 | 0 | 2 | 1 − 7 | −6 | 0 |

И — игры, В — выигрыши, Н — ничьи, П — проигрыши, Мячи — забитые и пропущенные голы, ± — разница голов, О — очки